# Vielfarben-Tachurityrann
Der Vielfarben-Tachurityrann (Tachuris rubrigastra) ist eine Sperlingsvogelart aus der Familie der Tyrannen (Tyrannidae). Er ist der einzige Vertreter der Gattung Tachuris und seine Beziehungen zu anderen Familienmitgliedern sind ungewiss. Er kommt im südlichen Südamerika und in der Andenregion in Argentinien, Bolivien, Brasilien, Chile, Paraguay und Peru vor.

## Merkmale
Der Vielfarben-Tachurityrann erreicht eine Länge von 10 bis 11,5 cm und ein Gewicht von 6,5 bis 8 g. Wie der Name schon sagt, ist das Gefieder außerordentlich bunt. Die Kopfoberseite der Nominatform (T. r. rubrigastra) ist schwarz mit einem roten Mittelband (fast immer verdeckt) und goldgelben Überaugenstreifen an den Seiten. Die Kopfseiten sind schwarzblau. Die Iris ist blass bläulich, der Schnabel ist schwarz. Der obere Kehlenbereich ist weiß. Brust und Bauch sind gelb. Der Nacken ist ockerfarben und geht zum moosgrünen Rücken über. Es gibt einen schwarzen Streifen an den Seiten der Brust und einen roten Fleck im Steißbereich. Die Flügel sind schwärzlich mit einem markanten weißen Balken, der durch eine weiße Umrandung von Flügeldecken gebildet wird. Die äußeren Handschwingenfedern sind weiß. Der Schwanz ist schwarz. Die Beine sind schwarz; der Unterschenkelknochen ist auffallend lang. Weibchen sind im Vergleich zu den Männchen etwas blasser gefärbt. Der schwarze Fleck auf der Kopfoberseite ist kleiner. Jungvögeln fehlt das Blau der Gesichtsmaske, die grüne Oberseite kann gelb geschuppt sein, das Gelb auf Brust und Bauch ist blasser, Bruststreifen fehlen.

## Unterarten
Folgende Unterarten sind bekannt:

Das Verbreitungsgebiet des Vielfarben-Tachurityrannen

- Tachuris rubrigastra rubrigastra (Vieillot, 1817)[3] – südöstliches Brasilien (Santa Catarina und Rio Grande do Sul), Zentral- und Westchile (Atacama bis von Chiloé und Aysén), Argentinien (Misiones und von Santa Fe bis Buenos Aires und südlich bis Santa Cruz), Uruguay, im Winter auch in Paraguay. Alfred Laubmann erwähnte, dass seit Félix de Azara Beschreibung von Tachuris del rey[4] keine neueren Beobachtungen mehr für Paraguay vorliegen.[5] Vermutlich ist die Art deshalb dort auch im Winter eher selten.
- Tachuris rubrigastra libertatis Hellmayr, 1920[6] – Westperu (Piura südlich bis Arequipa). Kehle und Bauch weißgelb gefärbt, Überaugenstreif grün und weniger auffällig.
- Tachuris rubrigastra alticola (Berlepsch & Stolzmann, 1896)[7] – Zentral- und Südostperu (Region Junín südlich bis Puno), Westbolivien (La Paz, Oruro) und Nordwestargentinien (Jujuy bis Tucumán). Etwas größer als Nominatform, dunkler, mehr schwärzlich-grün gefärbter Rücken, Überaugenstreif ein blasseres Gelb.
- Tachuris rubrigastra loaensis Philippi Bañados & Johnson, AW, 1946[8] – Nordchile (Antofagasta am Zusammenfluss der Flüsse Loa und San Salvador). Kleiner als die Nominatform, das Weiß an der Kehle ist ausgedehnter, Hals und Brust stärker gelblich-ocker gefärbt, Bauch blass grauweiß, Überaugenstreif grün, Schwanzrand heller weiß.

## Lebensraum und Lebensweise

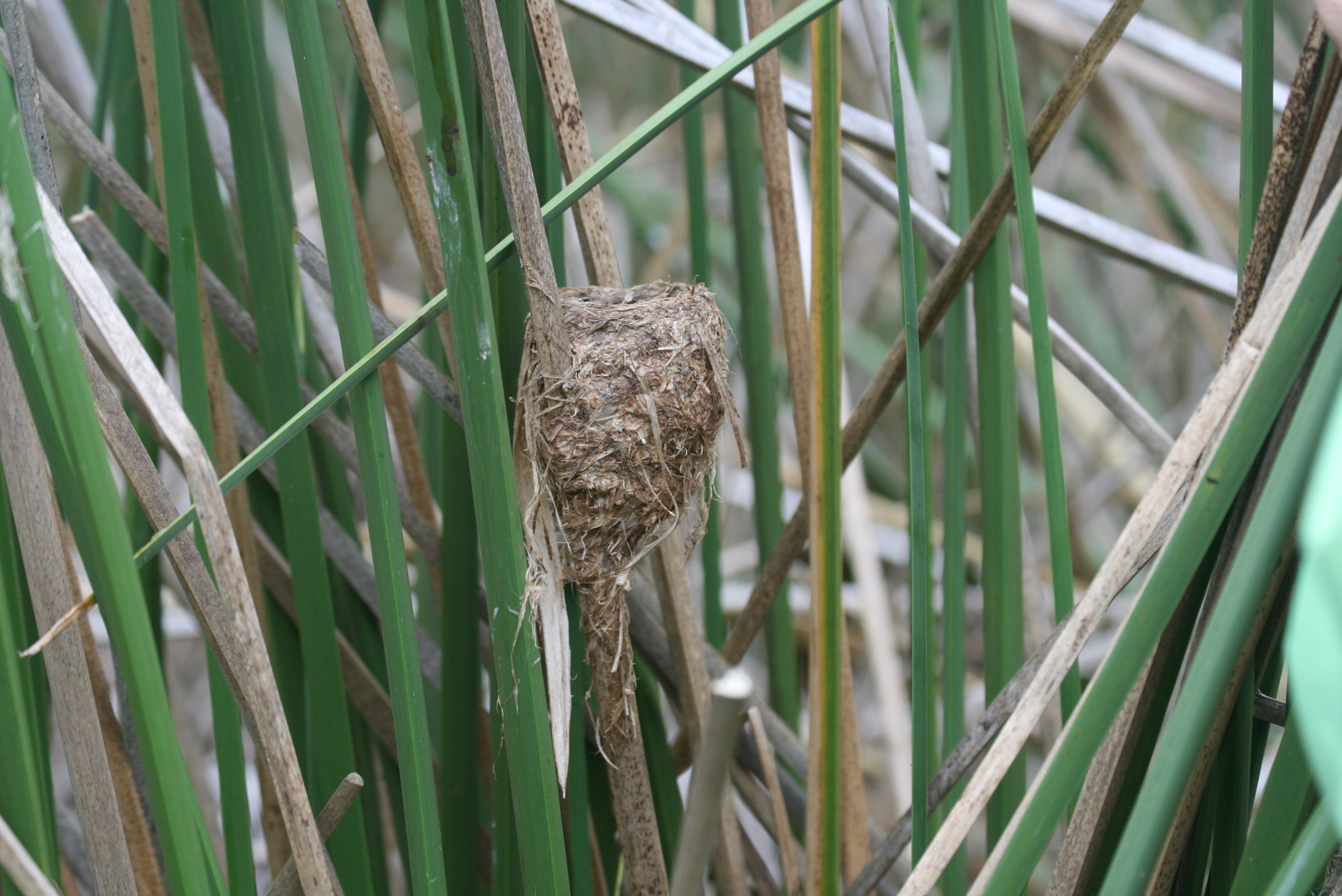
Nest von Tachuris rubrigastra

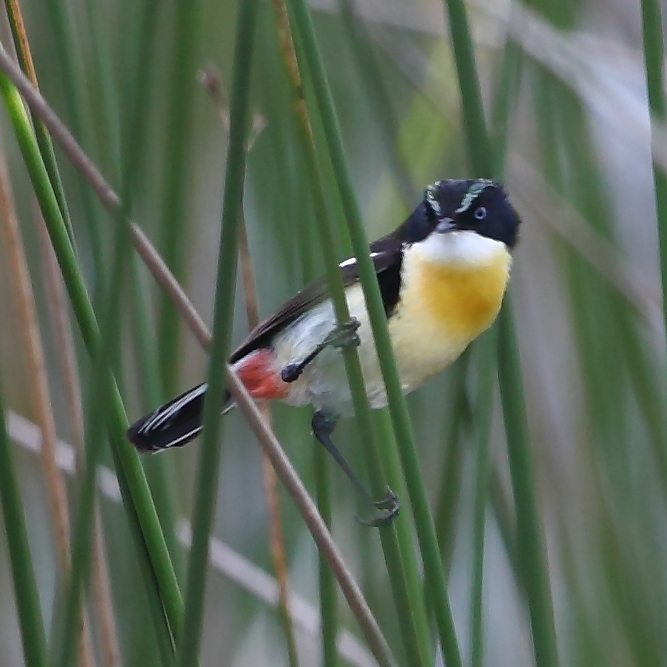
Ein Vielfarben-Tachurityrann an der Lagoa dos Patos in Rio Grande do Sul (Brasilien)

Der Vielfarben-Tachurityrann kommt in Feuchtgebieten, in ausgedehnten Röhrichten, Sümpfen und an grasbewachsene Seeufern von Meereshöhe bis in Höhen von 4200 m in den Anden vor. Mögliche saisonale Wanderungen der Art sind noch nicht genau erforscht worden. Eventuell zieht ein Teil der südlichen Population im Südwinter nach Norden. Ihre Nahrung suchen die Vögel allein oder in Familienverbänden meist gut versteckt in dichten Büschen oder im Schilf. Dabei laufen oder hüpfen sie auf dem Boden, über dem Schlamm oder schwimmender Vegetation, klammern sich an Schilfstängeln fest, hängen kopfüber oder erbeuten Fluginsekten knapp über der Wasseroberfläche im Flug. Die Lautäußerungen des Vielfarben-Tachurityrannen bestehen aus einer schnellen Abfolge insektenartiger „Tic“-Töne und einem melodischen „piwup bzzzzt“ oder „piwup piwuprrrrp“ mit gurgelnden und summendem Elementen.
Die Vögel brüten im Frühling und Sommer der südlichen Hemisphäre, Nester mit Eiern, Nestlinge und Jungvögel fand man im September, Oktober und Februar. Das kegelförmige, enge und tiefe Nest wird an einem einzelnen Schilfstängel befestigt, normalerweise über dem Wasser. Es wird aus nassen Schilfblattstücken gebaut, die nach dem Trocknen die Konsistenz von Pappe erreichen. Das Gelege besteht in der Regel aus drei, seltener aus vier Eiern.

## Systematik

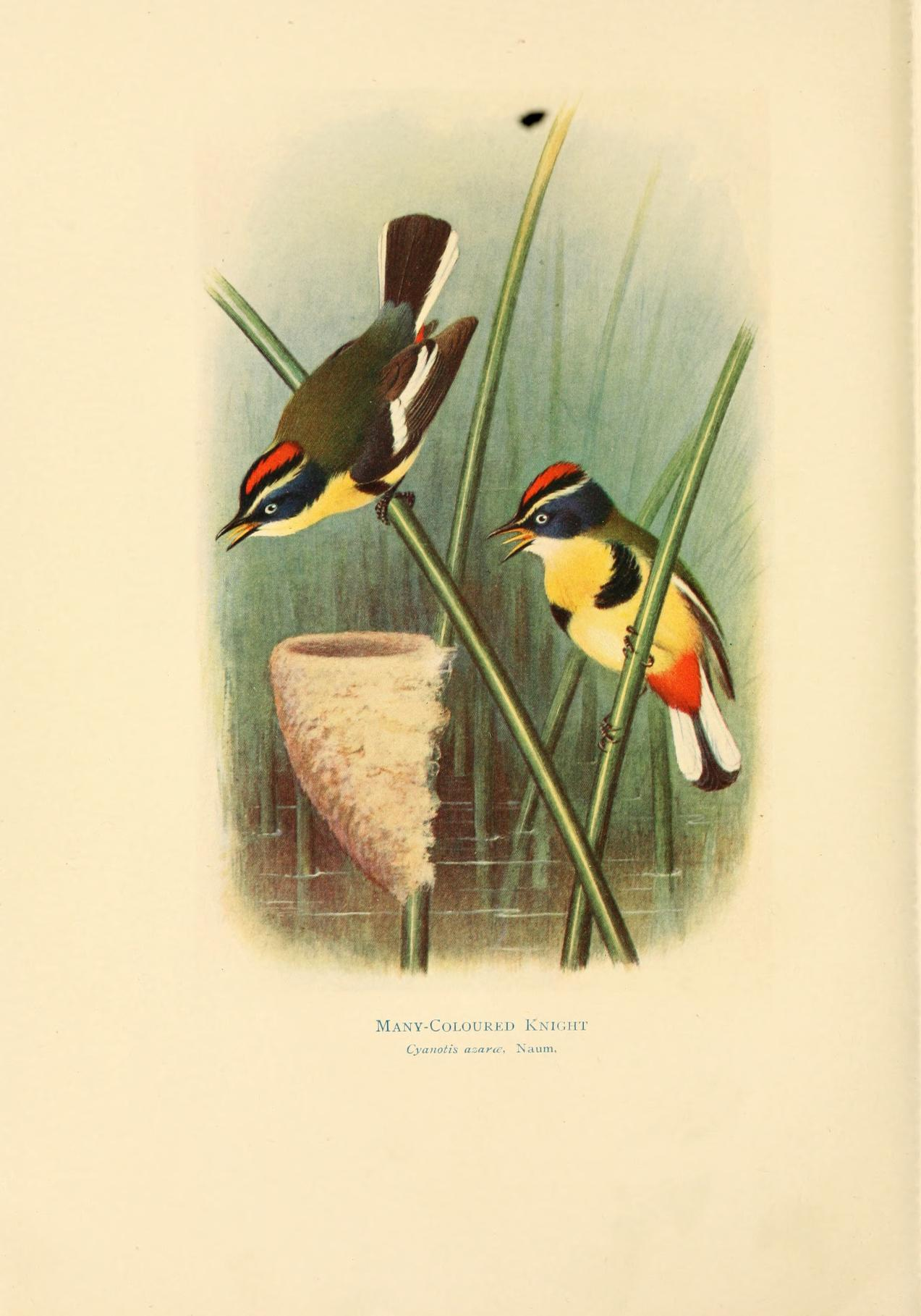
Tachuris rubrigastra, Zeichnung von Henrik Grönvold

Der Vielfarben-Tachurityrann wurde 1817 durch den französischen Ornithologen Louis Pierre Vieillot unter der Bezeichnung Sylvia rubrigastra erstmals wissenschaftlich beschrieben und damit den Grasmücken (Sylvia) zugeordnet. Der Name der Art «rubrigastra» stammt aus dem Lateinischen («ruber, rubra» = rot und «gaster, gasteris» = Bauch) und bedeutet „rotbauchig“. 1836 führte Frédéric de Lafresnaye die Gattung Tachuris ein, die seitdem monotypisch geblieben ist und heute in die Familie der Tyrannen (Tyrannidae) eingeordnet wird, die zu den Schreivögeln (Tyranni) gehört. Vollständig geklärt ist die systematische Stellung des Vielfarben-Tachurityrannen aber noch nicht. Seine Position scheint basal am Stammbaum der Tyrannen zu liegen. Ohlson und Mitarbeiter stellen den Vielfarben-Tachurityrann in eine eigenständige Familie, die Tachurididae. Winkler und Mitautoren geben ihr den Rang einer Unterfamilie innerhalb der Tyrannidae, die Tachuridinae. Die Schreibweise Tachurididae ist jedoch inkorrekt da sich der Familienname von der Gattung Tachuris ableiten muss, deshalb wurde die Familie in Tachurisidae bzw. die Unterfamilie in Tachurisinae umbenannt.

## Gefährdung
Der Vielfarben-Tachurityrann gilt als ungefährdet und ist in einigen Gegenden, z. B. in der Region Junín in Peru oder am Titicacasee relativ häufig, während er in dazwischenliegenden ungeeigneten Lebensräumen vollständig fehlt. Er ist auch in verschiedenen Schutzgebieten vertreten.